# Třída Širacuju
Třída Širacuju (japonsky: 白露型 Širacuju-gata) sestávala z celkem deseti „torpédoborců první třídy“ (一等駆逐艦 ittó kučikukan) japonského císařského námořnictva, postavených ve dvou sériích v letech 1933 až 1937. Jednotky třídy Širacuju svým designem navázaly na předchozí třídu Hacuharu, konkrétně pak na její podtřídu Ariake.
Všech deset postavených jednotek bylo ztraceno během bojů v Pacifiku. Pět z nich padlo za oběť ponorkám, tři byly potopeny při střetech s hladinovými jednotkami protivníka, jeden potopily bombardéry USAAF a jeden se potopil po kolizi.

## Pozadí vzniku
Podle „doplňovacího programu pomocných plavidel z roku 1931“ (známějšího jako „1. doplňovací program“ ~ 第一次補充計画 ~ Dai–iči–dži hodžú keikaku, či neoficiálně „program prvního kruhu“ ~ マル1計画 ~ Maru iči keikaku) mělo být postaveno dvanáct torpédoborců třídy Hacuharu (projekt F-45). Třídu Hacuharu ale provázely problémy se stabilitou, které si vyžádaly přepracování plánů rozestavěných a přestavby již existujících jednotek. Dne 15. prosince 1933 proto bylo rozhodnuto, že z třídy Hacuharu bude vyčleněna třída Ariake. V rámci plánu rozvoje loďstva na fiskální rok 1933 pak mělo být postaveno pět torpédoborců nové a modifikované třídy Ariake: Ariake, Júgure, Širacuju, Šigure a Murasame. Dne 19. listopadu 1934 bylo rozhodnuto o začlenění prvních dvou jednotek třídy Ariake zpět do třídy Hacuharu, zatímco zbývajících šest rozestavěných (Širacuju, Šigure, Murasame a Júdači) či teprve plánovaných (Samidare a Harusame) jednotek bylo překlasifikováno na třídu Širacuju. Ta byla stavěna podle projektu F-45D.
Podle „programu druhého kruhu“ (マル2計画 ~ Maru ni keikaku) z roku 1934 měla k první sérii šesti jednotek přibýt ještě druhá, mírně modifikovaná, série čtyř torpédoborců (Jamakaze, Kawakaze, Umikaze a Suzukaze), na kterou pak navázala desetikusová třída Asašio.

## Konstrukce
Jednotky třídy Širacuju vycházely z podtřídy Ariake předchozí třídy Hacuharu. Vizuálně se odlišovaly tvarem můstku a instalací čtyřhlavňových torpédometů.

### Pohon
Pohonná soustava byla převzata z předchozí třídy Hacuharu. Sestávala ze dvou sestav parních turbín Kanpon o výkonu po 21 000 k (15 445,5 kW) a tří vodotrubných kotlů Ro-gó Kanpon šiki s předehřívači vzduchu a přehřívači páry.

### Výzbroj
Širacuju nesly dva zakrytované otočné čtyřhlavňové torpédomety typu 92 modelu 2, které byly instalovány místo tříhlavňových typu 90 modelu 2 z třídy Hacuharu. Přední torpédomet (který byl umístěn mezi oběma komíny) a zadní komín byly umístěny v ose plavidel. Toho bylo dosaženo rozdělením zásobníku rezervních torpéd pro přední torpédomet na dva menší po dvou torpédech umístěných po obou stranách zadního komínu.
127mm kanóny typu 3. roku byly lafetovány ve dvouhlavňových věžích modelu C, po jedné na přídi a zádi. Věže umožňovaly elevaci hlavní až 55°. Jednohlavňová věž modelu B modifikace 1 s pátým 127mm kanónem se nacházela na zádi před dvouhlavňovou věží.

## Pozdější modifikace

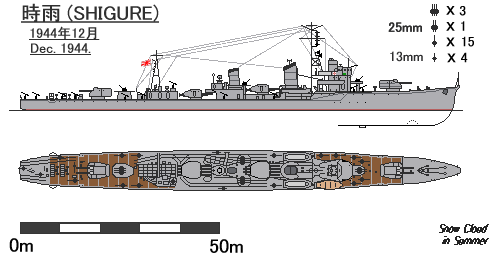
Šigure v prosinci 1944 s demontovanou zadní 127mm jednohlavňovou věží a lehkou protiletadlovou výzbrojí složenou z 26 25mm kanónů typu 96 (3xIII, 1xII, 15xI) a čtyř jednohlavňových 13,2mm kulometů. Zásoba torpéd byla redukována na maximálně 14 kusů odstraněním pravobočního zásobníku pro přední torpédomet.

Během války byla posilována protiletadlová výzbroj a došlo k instalaci radarů na přežívajících jednotkách. Rovněž došlo k redukci nesených náhradních torpéd. V letech 1942 až 1943 byla odstraněna jednohlavňová 127mm věž na zádi a nahrazena za trojhlavňový komplet 25mm kanónů typu 96. Byly montovány další 25mm kanóny v jedno–, dvou– a trojhlavňovém uspořádání, které doplňovaly 13,2mm kulomety typu 93.
V pozdější fázi války (přibližně od roku 1943 nebo 1944) lodě nesly metrový přehledový radar 13-gó pro sledování vzdušných cílů a centimetrový přehledový radar 22-gó proti vzdušným i hladinovým cílům.

## Jednotky třídyŠiracuju
| Jméno             | Loděnice           | Položení kýlu      | Spuštění           | Přijetí do služby | Osud                                                                                          |
| ----------------- | ------------------ | ------------------ | ------------------ | ----------------- | --------------------------------------------------------------------------------------------- |
| Širacuju (白露)   | arzenál Sasebo     | 14. listopadu 1933 | 5. dubna 1935      | 20. srpna 1936    | 15. června 1944 potopen po kolizi s tankerem Seijo Maru                                       |
| Šigure (時雨)     | Uraga, Jokosuka    | 9. prosince 1933   | 18. května 1935    | 7. září 1936      | 24. ledna 1945 potopen ponorkou USS Blackfin v Thajském zálivu                                |
| Murasame (村雨)   | Fudžinagata, Ósaka | 1. února 1934      | 20. června 1935    | 7. ledna 1937     | 5. března 1943 potopen torpédoborcem USS Waller v Kulském zálivu                              |
| Júdači (夕立)     | arzenál Sasebo     | 16. října 1934     | 21. června 1936    | 7. ledna 1937     | 13. listopadu 1942 potopen americkými hladinovými silami v první námořní bitvě u Guadalcanalu |
| Samidare (五月雨) | Uraga, Jokosuka    | 19. prosince 1934  | 6. července 1935   | 29. ledna 1937    | 25. srpna 1944 potopen ponorkou USS Batfish u Palau                                           |
| Harusame (春雨)   | Uraga, Jokosuka    | 3. února 1935      | 21. září 1935      | 26. srpna 1937    | 8. června 1944 potopen bombardéry B-25 severozápadně od města Manokwari na Nové Guineji       |
| Jamakaze (山風)   | Uraga, Jokosuka    | 25. května 1935    | 21. února 1936     | 30. června 1937   | 25. června 1942 potopen ponorkou USS Nautilus jihovýchodně od Jokosuky                        |
| Kawakaze (江風)   | Fudžinagata, Ósaka | 25. dubna 1935     | 1. listopadu 1936  | 30. dubna 1937    | 7. srpna 1943 potopen americkými torpédoborci v bitvě v zálivu Vella                          |
| Umikaze (海風)    | arzenál Maizuru    | 4. května 1935     | 27. listopadu 1936 | 31. května 1937   | 1. února 1944 potopen ponorkou USS Guardfish u atolu Truk                                     |
| Suzukaze (涼風)   | Uraga, Jokosuka    | 9. července 1935   | 11. března 1937    | 31. srpna 1937    | 25. ledna 1944 potopen ponorkou USS Skipjack severo-severozápadně od Ponape                   |